# Anna Louisa Karsch
Anna Louisa Karsch, född Dürbach den 1 december 1722 i Hammer nära Schwiebus, död den 12 oktober 1791 i Berlin, var en tysk diktare. Hon kallades Die Karschin och var den första kvinnan i Tyskland som kunde leva på sitt författarskap. Karsch var mor till diktaren Caroline Louise von Klencke och mormor till Helmina von Chézy.